# Aphyosemion tirbaki
Aphyosemion tirbaki е вид лъчеперка от семейство Nothobranchiidae. Видът е застрашен от изчезване.

## Разпространение
Разпространен е в Габон.

## Описание
На дължина достигат до 3,9 cm.